# Estadio Municipal Casto Martínez Laguarda
El estadio municipal Casto Martínez Laguarda es el máximo escenario deportivo del Departamento de San José, Uruguay. Se ubica en su capital San José de Mayo.

## Historia
Fue fundado el 28 de noviembre de 1943 y se nombró en honor a Casto Martínez Laguarda. El 25 de noviembre de 1978 fue reinaugurado, agregándose más tribunas entre otras cosas. Ese día se jugó un amistoso entre la selección de San José de Mayo y la selección sub-19 de la República Argentina, que se preparaba para jugar el torneo Juventud de América 1979. Por Argentina jugó el astro mundial Diego Maradona. El partido terminó con victoria argentina 4 a 0 con anotaciones de Ramón Ángel Díaz a los 24', Ronaldo Barrera a los 50' y Maradona a los 81' y 87'.

## Otros deportes

### Atletismo
Aparte de fútbol, también se desarrollan disciplinas de atletismo a nivel infantil y juvenil. El estadio posee pista de atletismo, pista para salto de longitud y área para lanzamiento de peso. Regularmente se organizan torneos organizados por la Administración Nacional de Educación Pública.

### Rugby
Entre febrero y marzo de 2004 se disputó el Sudamericano Juvenil de Rugby, organizado por la Confederación Sudamericana de Rugby, donde por primera y única vez el estadio fue acondicionado para este deporte. Se jugaron las dos primeras jornadas de tres (la tercera se jugó en el Estadio Suppici de Colonia del Sacramento). Participaron las selecciones juveniles de Argentina, Chile, Paraguay y Uruguay. Los Pumitas (Argentina) se quedaron con el título y la clasificación a la Copa del Mundo de Rugby Sub-19 del año siguiente.

## Capacidad
Su capacidad inicial era inexacta, ya que al no tener prácticamente tribunas sino taludes, la capacidad de personas de pie era, aproximadamente, de 5000. Tras la reinauguración de 1978 la capacidad de espectadores sentados se oficializó, y también se nombraron las tribunas:
- Tribuna Oribe: 2000
- Tribuna Lavalleja: 600
- Tribuna Rivera: 600
- Tribuna Artigas: 450
- Platea Artigas: 160

Capacidad total: 3810.